# Koéguemsin
Koéguemsin est une localité située dans le département de Boala de la province du Namentenga dans la région Centre-Nord au Burkina Faso.

## Économie
L'économie du village repose principalement sur l'exploitation du bas-fond rizicole en riz pluvial (par 135 exploitants en 2012) et les cultures maraîchères.

## Éducation et santé
Le centre de soins le plus proche de Koéguemsin est le centre de santé et de promotion sociale (CSPS) de Boala.
Koéguemsin possède un centre d'alphabétisation et une école primaire publique.